# Folkets motståndsrörelse i Iran
Folkets motståndsrörelse i Iran (FMRI) är en väpnad sunnitisk grupp i de baluchiska gränstrakterna mellan Iran, Pakistan och Afghanistan. 
Gruppen grundades i början av 2000-talet av Abdul Malek Rigi, då under namnet Jundallah (Guds soldater) som senare ändrats till det nuvarande. Dess ursprung och tillkomst är dunkel, möjligen har den sina rötter i 1980-talets baluchiska självständighetsrörelse. Rörelsen har vuxit snabbt, från ett 30-tal man i början till minst 600 år 2009.
FMRI slåss för den baluchiska och sunnitiska minoriteten, i provinsen Sistan och Baluchistan i sydöstra Iran, som man menar är ekonomiskt, etniskt och politiskt diskriminerad av den shiitiska och persiska eliten i Teheran.
I Södra Waziristan ska FMRI-medlemmar under senare år ska ha utbildats av Tehreek-e-Taliban Pakistan (TTP). Osäkra uppgifter florerar även om att FMRI, via den pakistanska terrorgruppen Lashkar-e-Jhangvi ska ha fått kontakt med al-Qaida.
FMRI har förknippats med en rad bombattentat och väpnade attacker i regionen. I början av 2007 tog man själv på sig ansvaret för en attack mot en militärbuss som tillhörde det Islamiska revolutionsgardet. Den 18 oktober 2009 genomförde man även den största attacken på flera år mot samma garde. Flera höga officerare i gardet dödades av en självmordsbombare, i staden Pishin vid den pakistanska gränsen.
Det iranska parlamentets talman Ali Larijani anklagade USA, Storbritannien och Pakistan för att stödja FMRI och därmed vara medskyldiga till dådet. Men de tre länderna har alla fördömt attacken och tillbakavisat anklagelserna.